# Doryctophasmus ferrugineus
Doryctophasmus ferrugineus är en stekelart som först beskrevs av Granger 1949.  Doryctophasmus ferrugineus ingår i släktet Doryctophasmus och familjen bracksteklar. Inga underarter finns listade i Catalogue of Life.